# Asyndetus singularis
Asyndetus singularis är en tvåvingeart som beskrevs av Van Duzee 1923. Asyndetus singularis ingår i släktet Asyndetus och familjen styltflugor. Inga underarter finns listade i Catalogue of Life.